# Museo Etnográfico Juan Pérez Villamil
El Museo Etnográfico Juan Pérez Villamil es un museo perteneciente a la red de museos etnográficos de Asturias, España.
El museo está situado en la localidad asturiana de Puerto de Vega, en el concejo de Navia.
El museo inaugurado en 2001 partiendo de la iniciativa y trabajo de la Asociación Cultural Amigos de la Historia. Su principal cometido es mostrar la vida de las familias marineras, campesinas y emigrantes de Asturias.
En sus fondos podemos ver una recreación de la forma y manera de vida de los antiguos habitantes de la zona con la existencia de una casa tradicional, muestras de oficios artesanales y la industria conservera tan importante para estas pueblos tanto económica cómo culturalmente.
El museo actualmente se encuentra gestionado por la Fundación Amigos de la Historia (2006)

## El museo
El museo ocupa el ala este de la antigua fábrica de conservas La Arenesca.
La colección del museo comienza en el patio cerrado con máquinas y utensilios pertenecientes a la fábrica conservera, azulejos de la industria local y una embarcación. De esta zona pasamos al interior del museo que está compuesto por dos plantas.
En la planta baja podemos ver la recreación de una casa tradicional, los útiles de trabajo de la gente del campo y de los marineros del siglo XIX. En esta planta podemos contemplar también las herramienthola como estasas de ocho oficios tradicionales: Filandeira, redeira, ferreiro, madreñeiro, cesteiro, zapateiro, canteiro-pedreiro y ebanista, una colección de trabajos de carpintería de ribera y dos viejos escudos de hidalgos.
En la planta superior encontramos la zona que está dedicada a la emigración, la zona de maquetas sobre el mar y una colección zoológica de la costa cantábrica.